# Họ Kim lũ mai
Họ Kim lũ mai hay họ Kim mai (danh pháp khoa học: Hamamelidaceae), trong các tài liệu về thực vật bằng tiếng Việt quen gọi là họ Sau sau, là một họ trong thực vật có hoa thuộc bộ Tai hùm (Saxifragales), bao gồm khoảng 27 chi và khoảng 80-90 loài, tất cả đều là cây bụi hay cây gỗ nhỏ. Trong các hệ thống phân loại cũ, chẳng hạn hệ thống Cronquist, thì họ này được đặt trong bộ Kim lũ mai (Hamamelidales).

## Phân bố
Họ Hamamelidaceae từng phân bố rộng tại Bắc bán cầu trong Creta muộn và đầu kỷ Đệ Tam. Băng hà kỷ đệ Tứ trên khắp Bắc bán cầu đã làm một loạt loài tuyệt chủng và hạn chế sự phân bố của các loài khác trong họ này. Họ Hamamelidaceae đã bị xóa sạch khỏi châu Âu cùng một loạt các chi thực vật khác do không thể thoát khỏi các dải băng vì yếu tố địa lý (Địa Trung Hải và dãy Alps tạo thành các rào cản trong khi ở châu Á và Bắc Mỹ chúng không vấp phải)
Phân họ lớn nhất, Hamamelidoideae, hiện nay phân bố ở Bắc Mỹ cũng như miền tây và đông châu Á. Phân tông Dicoryphinae của Hamamelidoideae hiện nay chỉ hạn chế ở châu Phi (gồm cả Madagascar và Comores) và Australia. Disanthoideae và Rhodoleioideae (nếu tách riêng) chỉ hạn chế ở miền nam Trung Quốc và khu vực Kavkaz. Mytilarioideae chỉ hạn chế ở miền đông châu Á. Altingioideae (nếu gộp vào họ này) chỉ hạn chế ở miền đông, miền tây châu Á và Bắc Mỹ trong khu vực từ miền trung Mexico tới Belize.

## Các chi
Họ này được chia thành 4 nhóm (phân họ) như sau:
- Exbucklandoideae Harms: 2 chi, khoảng 7 loài. Đông Himalaya và Hoa Nam tới Sumatra.
  - Exbucklandia (gồm cả Bucklandia, Symingtonia): 3 loài chắp tay hay mã đề hà, gồm E. longipetala, E. populnea và E. tonkinensis; Đông Nam Á.
  - Rhodoleia: 6 loài hồng quang hay hồng hoa hà; Đông Nam Á.
- Mytilarioideae H. D. Chang: 2 chi, 2 loài. Từ Quảng Tây và Hải Nam tới Lào.
  - Chunia: 1 loài, sơn đồng tài (C. bucklandioides).
  - Mytilaria: 1 loài, trám trẩu, mỹ tiên Lào, sau sau Lào, ko hao (M. laosensis).
- Disanthoideae Harms: 1 chi, 1 loài. Đông Trung Quốc tới Nhật Bản. 
  - Disanthus: 2 loài, song hoa mộc (D. cercidifolius); miền đông châu Á.
- Hamamelidoideae Burnett: 22-23 chi, khoảng 78 loài. Vùng nhiệt đới tới ôn đới, đặc biệt khu vực Đông Á tới Australia, không có ở Nam Mỹ. Phân họ này từng được Harms (1930)[9] phân chia thành 5 tông và sau đó được Shulze-Menz (1964) sửa đổi và phân chia lại. Bốn tông hiện được công nhận là theo nghĩa Endress (1989).
  - Corylopsideae
    - Corylopsis: 25 loài lạp biện hoa; miền đông châu Á.

  - Eustigmateae
    - Eustigma: 3 loài chân thư, núm thật, tú trụ hoa
    - Fortunearia: 1 loài, ngưu tị xuyên (F. sinensis); miền đông Trung Quốc.
    - Sinowilsonia: 1 loài, sơn bạch thụ (S. henryi); miền tây Trung Quốc.

  - Fothergilleae
    - Distyliopsis: 6 loài sung dạng, giả văn mẫu.
    - Distylium (gồm cả Saxifragites): 15 loài mó đau, lưỡng thư, văn mẫu; Đông Á, Himalaya.
    - Fothergilla: 2 loài; đông nam Hoa Kỳ.
    - Matudaea: 2 loài.
    - Molinadendron: 3 loài.
    - Parrotia: 1 loài, ngân lũ mai (P. subaequalis); dãy núi Alborz ở Tây Nam Á.
    - Parrotiopsis: 2 loài bạch lũ mai; Himalaya.
    - Sycopsis: 2 loài thủy tơ lê; Đông Nam Á.

  - Hamamelideae
    - Dicoryphe (gồm cả Diania, Dicocca, Dicophe, Dicorypha): 13 loài.
    - Embolanthera: 2 loài luân hùng.
    - Hamamelis (gồm cả Amamelis, Lomilis, Trilopus): 2 loài kim lũ mai hay kim mai; miền đông Bắc Mỹ, miền đông châu Á.
    - Loropetalum: 3 loài; miền đông châu Á.
    - Maingaya: 1 loài (M. malayana).
    - Neostrearia: 1 loài (N. fleckeri)?
    - Noahdendron: 1 loài (N. nicholasii)?
    - Ostrearia: 2 loài ?
    - Tetrathyrium: 1 loài (T. subcordata)?
    - Trichocladus: 4 loài.

Một số tác giả coi chi Rhodoleia (hồng quang) như là một họ riêng của chính nó, gọi là Rhodoleiaceae, mặc dù nghiên cứu di truyền học do Angiosperm Phylogeny Group tiến hành cho thấy tốt nhất nên gộp nó vào họ Hamamelidaceae.
Các chi Tô hạp (Altingia), Sau sau (Liquidambar) và Bán phong hạ (Semiliquidambar), trước đây được gộp trong họ Hamamelidaceae, nhưng hiện nay được coi là một họ riêng gọi là Họ Tô hạp (Altingiaceae). Tuy nhiên, một số tác giả vẫn coi nó là phân họ Altingioideae.